# Большая дорога (фильм)
«Большая дорога» — советско-чехословацкий художественный фильм режиссёра Юрия Озерова, снятый в 1962 году на киностудии «Мосфильм» при участии студии «Баррандов». В основе сценария литературный вариант биографии чешского писателя Ярослава Гашека.

## Сюжет
Фильм начинается с анимационной вставки, в которой бравый солдат Швейк с классической иллюстрации Йозефа Лады под задорный насвистываемый мотив бодро шагает по вращающемуся земному шару.
Молодой журналист Ярослав Гашек доставляет много хлопот пражской полиции. Его высказывания можно расценить как политически неблагонадёжные, он откровенно издевается над тайными агентами, а после объявления войны, в насмешку, регистрируется в одном из отелей под именем приехавшего из Москвы Ивана Иванова.
Мобилизованный в действующую армию, он попадает на восточный фронт и прилагает все усилия, чтобы сдаться русским солдатам, однако те сами охотно сдаются в плен австрийцам. Чтобы доказать, что он сдаётся, Гашеку приходится лично идти докладывать к русскому офицеру Поливанову (Юрий Яковлев). После этой удачной попытки Гашек оказывается в лагере военнопленных, где заводит дружбу с солдатом Йозефом Страшлипкой — симпатичным увальнем из своего отделения.
1917 год. Революция свергла монархию, у власти Временное правительство. По соглашению с союзным командованием из пленных чехов и словаков на территории России создается воинский корпус для борьбы с немцами. Лагерное начальство принимает решение очистить свои ряды от большевизированных элементов, и ночью друзья бегут из-под охраны, ловко обманывая похожего на литературного Дуба чешского поручика. У красных Гашека, как писателя и, следовательно, образованного человека, назначают комендантом небольшого городка взамен заболевшего тифом предшественника.
Его помощницей становится Шура (Инна Гулая), девушка, совмещающая в себе застенчивость и страстность борьбы за идеалы революции. В свободное время Гашек пишет книгу о похождениях бравого солдата на фронтах мировой войны, главным героем которой становится Йозеф Страшлипка, который после прочтения первых глав (где комиссия признает его идиотом, и он «состоит в сношении со своей служанкой»), убеждает автора заменить его имя другим. В городке оказывается старый знакомый Поливанов, бежавший в тыл от советской власти, якобы гостя у родственников. Гашек, помня благосклонность офицера, пресекает попытки Шуры его задержать, но, опасаясь за свою жизнь, Поливанов, пользуясь моментом, сбегает. По единоличному решению ординарца комбрига Митьки (Олег Борисов) комендант со своим неразлучным товарищем приговорены к расстрелу за то, что упустили Поливанова.
Спустя некоторое время город был взят наступающими белочехами, к которым примкнул Поливанов. Он «великодушно» распоряжается, чтобы Гашека и Страшлипку расстреляли свои. Солдаты, их бывшие сослуживцы, имитировали исполнение, и арестованным удалось бежать. Добравшись до Москвы, Гашек настоял на встрече с Яковом Свердловым и получил назначение на фронт — пропагандистом для агитации в чешских подразделениях. На месте Гашек умело разрешает ситуацию со своими сослуживцами, пленив Поливанова и Дуба, и воссоединяется с Шурой, оборонявшейся от белых в своем доме.
В конце гражданской войны он возвращается на родину с Шурой, ставшей его женой, и верным другом Йозефом. В Праге, теперь столице нового государства, он обнаруживает хорошо знакомых ему до войны персонажей, удобно расположившихся на прежних местах.
Несмотря на в общем оптимистичный и саркастичный тон фильма, концовка его резко контрастирует философской грустью — выйдя из управления полиции, где выслужившийся до высокого чина инспектор делает ему предупреждение не писать о правительстве, усталый болезненно-осунувшийся Гашек задумчиво шагает по ночной Праге, догоняемый Шурой и Йозефом. На Карловом мосту он скрепя сердце прощается с другом, говоря, что ему теперь будет опасно быть рядом с ним и лучше бы ему отправиться домой. «Откуда у меня дом? Я же бездомный — Ничего, Йозеф. Скоро у тебя будет в каждом доме свой дом». Под звон часов Йозеф уходит в даль, оглядываясь и махая рукой Гашеку и Шуре, смотрящих ему вслед.
Фильм заканчивается той же анимационной вставкой, что и начинается — Швейк бодро шагает по вращающемся миру, переходя через время и пространство и насвистывая песенку-лейтмотив фильма…

## В ролях
- Йозеф Абрахам — Ярослав Гашек
- Рудольф Грушински — Йозеф Страшлипка / Швейк
- Карел Эффа — Франц Фердинанд, эрцгерцог
- Ярослав Марван — Вацлав, чешский генерал
- Мила Мысликова — жена эрцгерцога
- Инна Гулая — Шура, боец революции
- Юрий Яковлев — голос за кадром, поручик Поливанов
- Александр Кутепов — Яков Свердлов
- Николай Гринько — красный комбриг
- Олег Борисов — Митька, порученец комбрига
- Сергей Филиппов — городской голова
- Йозеф Глиномаз — трактирщик
- Франтишек Ганус — инспектор полиции
- Владимир Дорофеев — Пётр Петрович, управляющий в приёмной Свердлова
- Пётр Кирюткин — Ерофеев
- Яков Ленц — интеллигент
- Виталий Беляков — солдат с губной гармошкой
- Михаил Васильев — рыжий солдат
- Евгений Шутов — солдат
- Эмма Трейвас — хозяйка на свадьбе
- Павел Винник — эпизод
- Дмитрий Капка — эпизод
- Ирина Шаляпина-Бакшеева — эпизод
- Николай Яковченко — крестьянин на телеге

## Съёмочная группа
- Автор сценария: Георгий Мдивани
- Режиссёр-постановщик: Юрий Озеров
- Оператор-постановщик: Игорь Черных
- Художник-постановщик: Александр Мягков
- Композитор: Карен Хачатурян